# Lijnbaansgracht
De Lijnbaansgracht is een deels gedempte gracht in Amsterdam die zich langs de grens van het centrum buigt. De gracht loopt evenwijdig aan de Singelgracht, tussen de Brouwersgracht en de Reguliersgracht.

## Geschiedenis
De Lijnbaansgracht is vernoemd naar de lijnbanen van de touwslagerijen, die omdat er veel ruimte voor nodig was aan de toenmalige rand van de stad lagen. De gracht werd gegraven nadat men in 1612 was begonnen met de eerste fases van de aanleg van de grachtengordel.

## Gedempte delen
De Lijnbaansgracht liep tot in de 19e eeuw langs de Schans tot aan de Muiderpoort. In de 19e eeuw zijn delen gedempt, overkluisd of overkapt.
- Het Raamplein en de Raamdwarsstraat liggen op het gedempte deel tussen de Passeerdersgracht en de Leidsegracht (tussen Lijnbaansgracht 217 en 219).
- Het Leidseplein en het aangrenzende Kleine-Gartmanplantsoen liggen op het gedempte deel tussen Lijnbaansgracht 243 en nr. 245. Aan het werk rond het Kleine-Gartmanplantsoen begon men in 1909.
- Delen van de gracht gingen op in het Frederiksplein.
- Ten oosten van de Reguliersgracht naar de Amstel lag het Amstelgrachtje, ook wel beschouwd als deel van de Lijnbaansgracht, gedempt in 1866, hier ligt nu de Maarten Jansz. Kosterstraat.
- Nog oostelijker, voorbij de Amstel, lag in het verlengde de Nieuwe Lijnbaansgracht tot aan de Muidergracht en daar voorbij, bij Artis, de Plantage Lijnbaansgracht tot aan het Entrepotdok. De Nieuwe Lijnbaansgracht is geheel gedempt, hier ligt nu de Valckenierstraat. De Muidergracht en Plantage Lijnbaansgracht heten nu Plantage Muidergracht.

## Oevers
Alleen de bebouwde oever aan de centrumkant van de gracht kreeg de naam Lijnbaansgracht. De tegenoverliggende oever kreeg verschillende namen.
- De Westerkade vormt de westelijke oever tussen de Westerstraat en Bloemgracht (tegenover Lijnbaansgracht 65 tot 98).
- Een deel van de Marnixstraat (tegenover Lijnbaansgracht nummers 117 tot 217) vormt de westelijke oever van de gracht tussen Rozengracht en Raamplein.
- De Zieseniskade (tegenover Lijnbaansgracht 245 tot 284) vormt de zuidelijke oever van de gracht tussen het Kleine-Gartmanplantsoen en de Spiegelgracht.

## Bouwwerken
Van noord naar zuid:

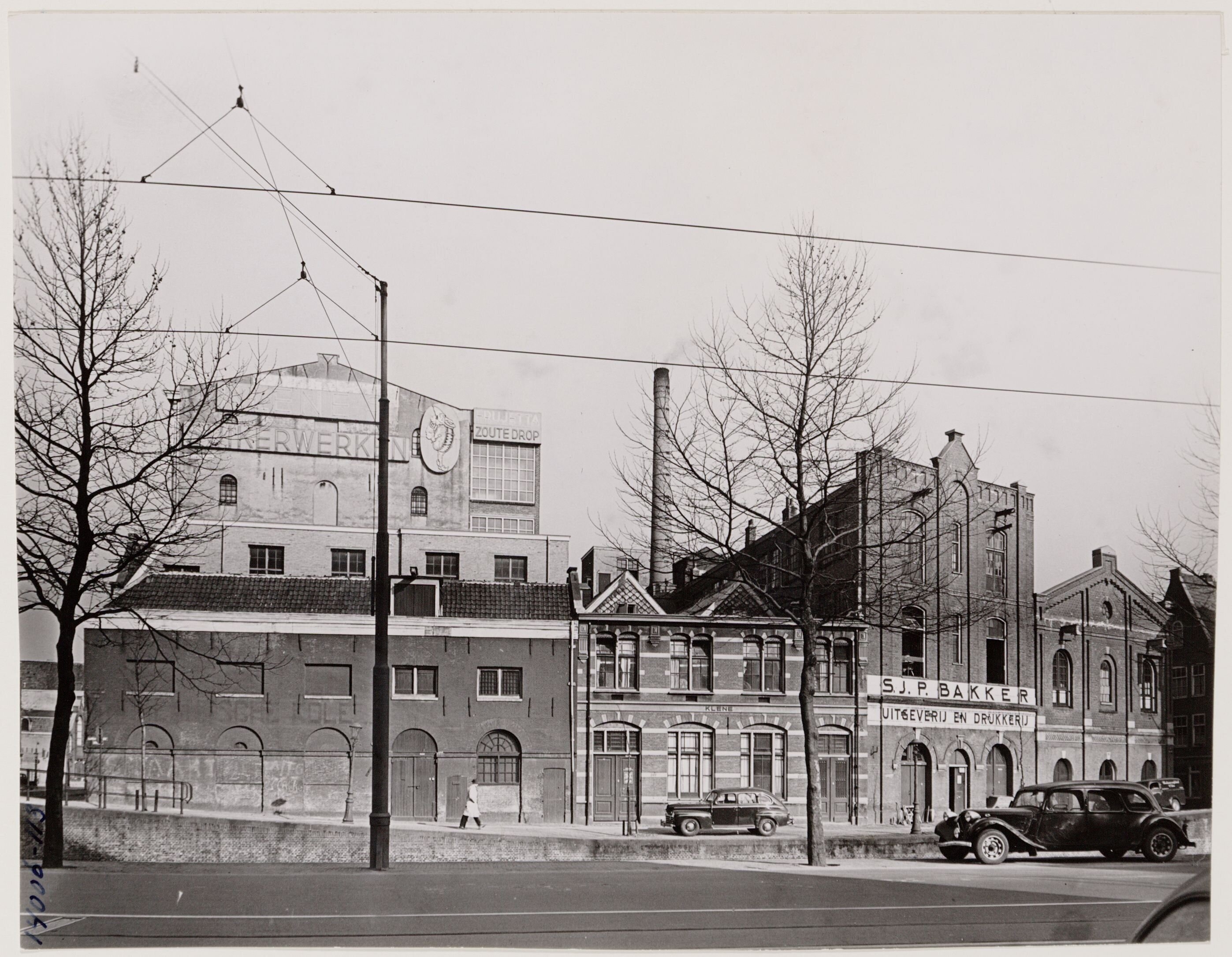
Rechts in beeld: uitgeverij en drukkerij S.J.P. Bakker van verzetsstrijder (Paul) S.J.P. Bakker.

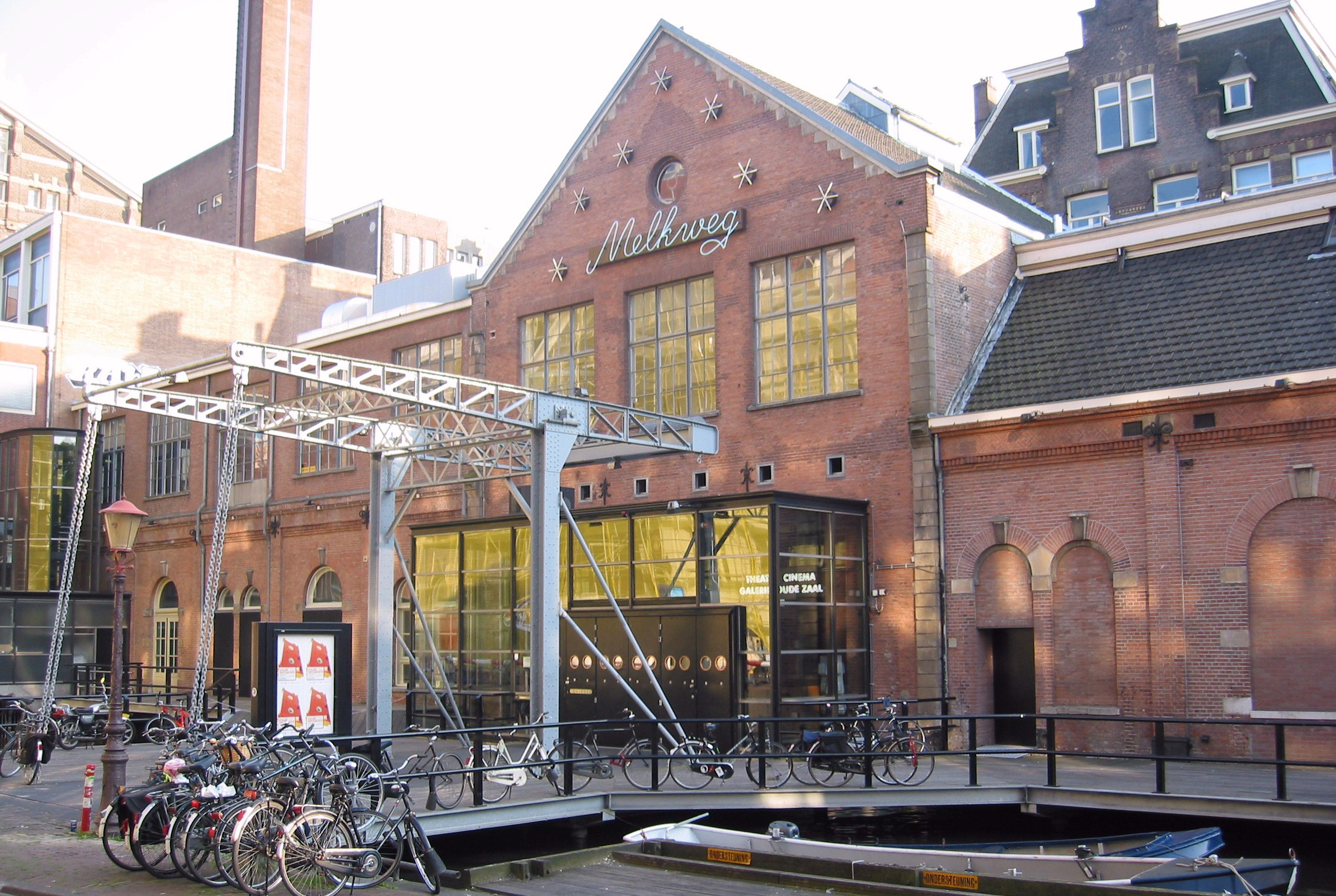
Melkweg op nr. 234

- Aan de Lijnbaansgracht voormalig 2 t/m 5, rijksmonument de stadspakhuizen, die bij ombouw tot woningen het adres Brouwergracht 887-925 kregen
- Aan de Lijnbaansgracht 15 hoek Palmgracht 74, een gemeentelijk monument, een voormalige school
- Aan de Lijnbaansgracht 18A-C, een rijksmonument
- Aan de Lijnbaansgracht 23-24 hoek Palmstraat 101, een gemeentelijk monument, arbeiderswoningen
- Aan de Lijnbaansgracht 25-27 hoek Willemsstraat 212-226, een gemeentelijk monument, arbeiderswoningen
- Over de Lijnbaansgracht voor de Willemsstraat: brug 142, gemeentelijk monument
- Aan de Lijnbaansgracht 31-32, de restanten van de Nassaubioscoop
- Aan de Lijnbaansgracht 47-48 hoek Tichelstraat 8-10, een gemeentelijk monument, Tichelkerk
- Aan de Lijnbaansgracht 55-57 hoek Gietersstraat 5-57, een gemeentelijk monument, appartementencomplex in fabrieksgebouw
- Aan de Lijnbaansgracht 61, een gemeentelijk monument
- Over de Lijnbaansgracht voor de Westermarkt/Marnixplein: brug 128 het beeld Volksvrouw en de Bevrijdingslinde van de Jordaankinderen
- Aan de Lijnbaansgracht 63-65, Westerstraat 327-405
- Aan de Lijnbaansgracht, Westerkade 1-9, gemeentelijk monument
- Over de Lijnbaansgracht, voor de Tuinstraat: Brug 130, een gemeentelijk monument
- In de Lijnbaansgracht, over de Egelantiersgracht: brug 127
- Aan de Lijnbaansgracht 93-94, een rijksmonument
- Aan de Lijnbaansgracht, achtergevel van het Hamer en Bouwershofje, Westerkade 21/Marnixstraat 281, gemeentelijk monument
- Aan de Lijnbaansgracht 95, een rijksmonument
- Aan de Lijnbaansgracht 99/Bloemgracht 288-298, een gemeentelijk monument
- Over de Lijnbaansgracht voor de Bloemgracht: brug 118
- In de Lijnbaansgracht over de Bloemgracht: brug 119
- Aan de Lijnbaansgracht, achtergevel van Marnixstraat 307-315, voormalige stadsbank van lening, een gemeentelijk monument
- Aan de Lijnbaansgracht, achtergevel van Marnixstraat 317, voormalige hbs, een gemeentelijk monument
- Aan de Lijnbaansgracht, hoek Bloemstraat 191, een rijksmonument
- Aan de Lijnbaansgracht, achtergevel van Marnixstraat 327-329, een gemeentelijk monument
- Over de Lijnbaansgracht voor de Rozengracht: brug 117, een gemeentelijk monument
- Aan de Lijnbaansgracht, Marnixstraat 214-220, een gemeentelijk monument
- Aan de Lijnbaansgracht, Marnixstraat 222-232, een gemeentelijk monument
- Aan de Lijnbaansgracht, Marnixstraat 234-244, een gemeentelijk monument
- Aan de Lijnbaansgracht, Marnixstraat 240, Europarking
- Aan de Lijnbaansgracht 166, rijksmonument
- Aan de Elandsstraat 179-205/Lijnbaansgracht 173-181/Lijnbaansstraat 28, Concordia-Zuid, gemeentelijk monument
- Aan de Lijnbaansgracht 182/Lijnbaansstraat 31-33, gemeentelijk monument
- Over de Lijnbaansgracht voor de Elandsgracht: Brug 107
- Aan de Lijnbaansgracht: hoekpand Elandsgracht 113, gemeentelijk monument
- Dwars op de Lijnbaansgracht Elandsgracht 117, hoofdbureau van politie
- Aan de Lijnbaansgracht 185-193 bij de Elandsgracht ligt antiekmarkt De Looier.
- Over de Looiersgracht in de oostelijke kade: Brug 100, gemeentelijke monument
- Aan de Lijnbaansgracht, Amsterdamsch Tehuis voor Arbeiders aan de Marnixstraat, rijksmonument
- In de Lijnbaansgracht over de Lijnbaansgracht, Brug 99, gemeentelijk monument
- Aan de Lijnbaansgracht 211-218, appartementencomplex, gemeentelijk monument
- In de Lijnbaansgracht over de Passeerdersgracht, Brug 98, gemeentelijk monument
- Aan het Raamplein 1, een stuk gedempte Lijnbaansgracht, een voormalig schoolgebouw, rijksmonument
- Op een stuk niet uitgegraven Lijnbaansgracht Leidsegracht 108, een rijksmonument
- In de Lijnbaansgracht over de Leidsegracht, Brug 94
- Aan de Lijnbaansgracht 219 is het Politiebureau Lijnbaansgracht gevestigd
- Over de Lijnbaansgracht ligt de Melkfabriekbrug
- Aan de Lijnbaansgracht 234-A (vanaf het Leidseplein achter de Stadsschouwburg) ligt de Melkweg
- Aan en boven de Lijnbaansgracht 243-A staat de Rabozaal, onderdeel van zowel de Stadsschouwburg als Melkweg
- Tegenover de Melkweg op nummer 236 is bioscoop Cinecenter gevestigd
- Op de lange duiker van het Kleine-Gartmanplantsoen staat de Stadsschouwburg, een rijksmonument
- Langs een gedempt deel van de Lijnbaansgracht, dat later het Kleine-Gartmanplantsoen werd, staat het Hirschgebouw, een rijksmonument
- Langs een gedempt deel van de Lijnbaansgracht, dat later het Kleine-Gartmanplantsoen werd, staat het City Theater, een gemeentelijk monument
- Langs een gedempt deel van de Lijnbaansgracht, dat later het Kleine-Gartmanplantsoen werd, staat Kleine-Gartmanplantsoen 10, het voormalige kantongerecht in vanaf 1982 De Balie, een gemeentelijk monument
- Op de overkluizing van de Lijnbaansgracht verspreid op het Kleine-Gartmanplantsoen staat Blauw Jan, een veertigtal hagedissen van Hans van Houwelingen
- Brug 198 over de Lijnbaansgracht bij het Kleine-Gartmanplantsoen uit 1913 is de eerste brug ontworpen door Jan van der Mey in de stijl van de Amsterdamse School
- Aan de Lijnbaansgracht 244, een rijksmonument
- Aan de Lijnbaansgracht 246, een rijksmonument
- Aan de Lijnbaansgracht 247, een rijksmonument
- Aan de Lijnbaansgracht 254, een rijksmonument
- Aan de Lijnbaansgracht 255, een rijksmonument
- Aan de Lijnbaansgracht 256-258, een rijksmonument
- Aan de Lijnbaansgracht 259-260, een voormalig schoolgebouw en gemeentelijk monument
- Aan de Zieseniskade, westkade van de Lijnbaansgracht, de achtergevel van het Barlaeus Gymnasium, Weteringschans 29 en de voormalige Industrieschool aan de Weteringschans 31
- Aan de Lijnbaansgracht en het Spiegelpleintje Lijnbaansgracht 274 en Lijnbaansgracht 275, twee rijksmonumenten
- Aan de Lijnbaansgracht en het Spiegelpleintje Lijnbaansgracht 279-280, twee rijksmonumenten
- Aan de Lijnbaansgracht en het Spiegelpleintje Lijnbaansgracht 281, een rijksmonument
- Aan de Lijnbaansgracht en het Spiegelpleintje Lijnbaansgracht 282-283, een rijksmonument
- Op de hoek Lijnbaansgracht en Spiegelgracht Spiegelgracht 38, een rijksmonument met een verloren gegaan adres aan de Lijnbaansgracht
- In de Lijnbaansgracht over de Spiegelgracht, brug 88
- Aan de Lijnbaansgracht Weteringschans 77 en Weteringschans 79, twee gemeentelijke monumenten
- Over de Lijnbaansgracht in de Spiegelgracht, brug 97
- Aan de Spiegelgracht, hoek Lijnbaansgracht, Spiegelgracht 27, rijksmonument, wevershuis
- Aan de Lijnbaansgracht 287, een rijksmonument
- Aan de Lijnbaansgracht stond hier de Grote Wetering, voormalig krakersbolwek
- Het hoekpand Lijnbaansgracht / Vijzelgracht 63 is een zorgvuldig gecomponeerde verzameling architectuurmotieven uit diverse stijlperiodes. De architect, D. van Oort Hzn., ontwierp in historiserende stijlen, maar vanaf 1900 meer in de stijl van Berlage en de jugendstil. Het pand, voltooid in 1893, heeft zeldzaamheidswaarde vanwege de detaillering, waarbij met name de keizerportretten en de lucarnes genoemd dienen te worden. De lucarnes zijn ontleend aan de zestiende-eeuwse Franse renaissance en de keizerportretten zijn in Amsterdam analoog toegepast door de Duitse architecten F.G. Henkenhaff en J.F. Ebert op de Weesperzijde 33-34.
- Het voormalige hofje Nooteboome Uytkijk uit 1774 ligt aan Lijnbaansgracht 287, bij de Spiegelgracht.

Zie ook de lijst van rijksmonumenten aan de Lijnbaansgracht.

## Varia

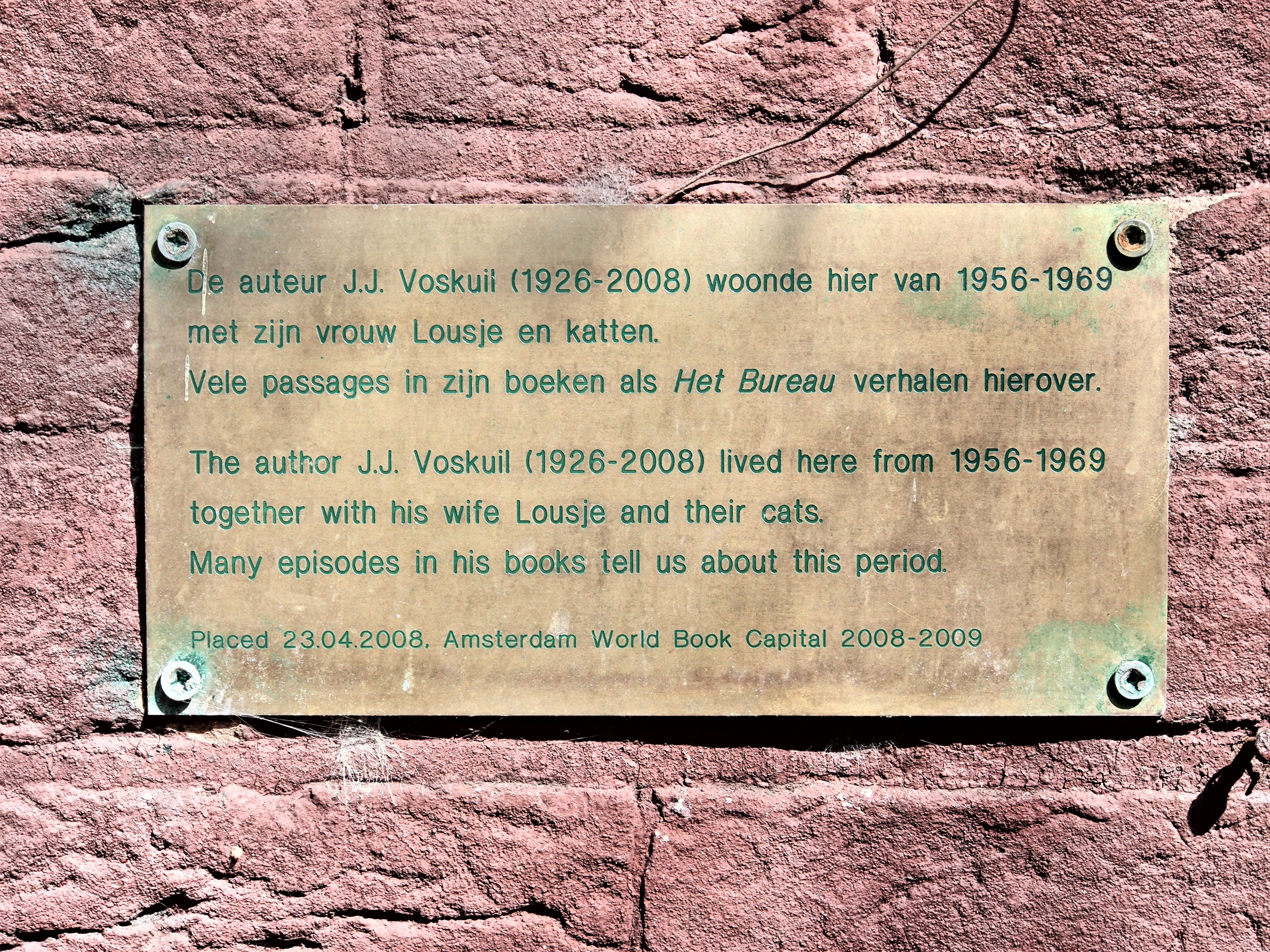
Gedenkplaatje J.J. Voskuil op nr. 84

- Van 1956 tot 1969 woonde de auteur J.J. Voskuil met zijn vrouw op Lijnbaansgracht 84-hs. Hij schreef hier zijn debuutroman Bij nader inzien. Auteur Onno-Sven Tromp wijdde er aandacht aan in zijn boek Wat doe jij in mijn stad?
- De Lijnbaansstraat grenst aan de Lijnbaansgracht tussen Elandsgracht en de Elandsstraat. De Lijnbaanssteeg en de Lijnbaansbrug (brug nr. 10) liggen oostelijker, tussen het Singel en de Spuistraat, in het verlengde van de Blauwburgwal. Tot de stadsuitleg van 1612 lag ook hier een lijnbaan.
- Het MV Lijnbaansgracht is een vrachtschip uit 1987, in bezit van rederij Spliethoff. De thuishaven is Amsterdam. Het schip is nog in de vaart.